# Блантер, Тамара Павловна
Тама́ра Па́вловна Бла́нтер (род. 9 февраля 1927, Илецкое, Оренбургский уезд) — советская и российская переводчица.
Окончила Военный институт иностранных языков (1950) Награждена медалью. Член Союза писателей СССР (1976) и Союза писателей Москвы.

## Сочинения

### Переводы
- Моравиа А. Римские рассказы. — М., 1956.
- Пратолини В. Метелло. — М., 1958.
- Патрик Д. Странная миссис Сэвидж. — М., 1966.
- Моравиа А. Римлянка. — М., 1978.
- Моравиа А. Рассказы. — М., 1981.